# Automeris beckeri
Automeris beckeri is een vlinder uit de familie nachtpauwogen (Saturniidae), onderfamilie Hemileucinae.
De wetenschappelijke naam van de soort is voor het eerst geldig gepubliceerd door Herrich-Schäffer in 1856.